# Kanüle

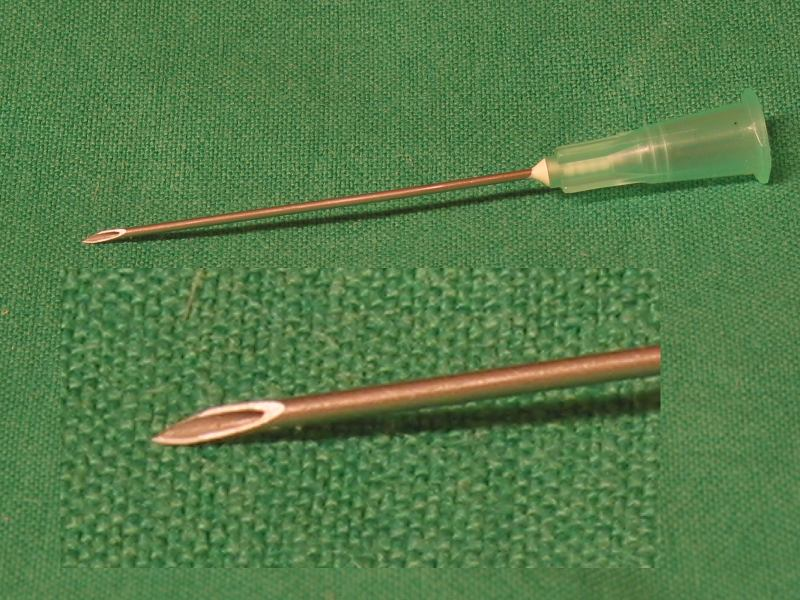
Kanüle mit vergrößert dargestellter Spitze

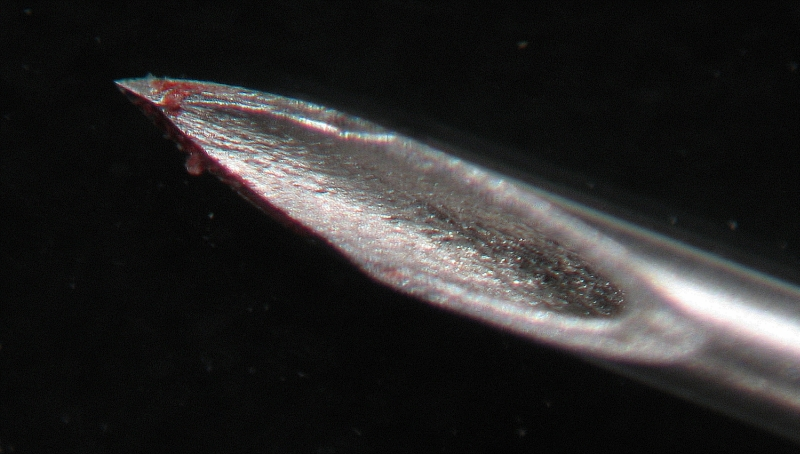
Benutzte Kanüle mit Blutanhaftung

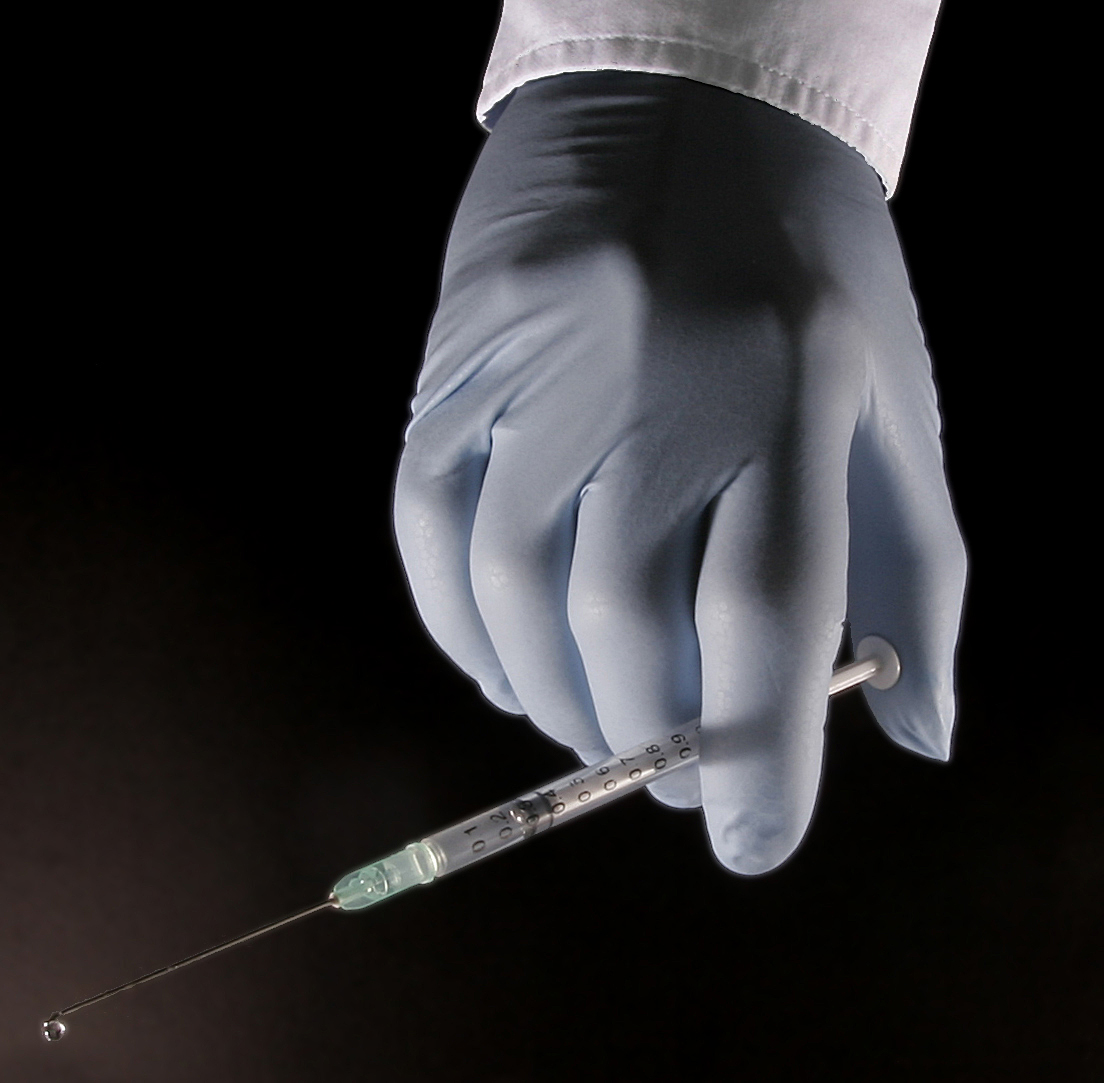
Insulinspritze mit Kanüle

Eine Kanüle (von französisch canule), auch Hohlnadel oder Injektionsnadel, ist eine hohle Nadel, die dazu benutzt wird, in menschliches oder tierisches Gewebe einzudringen (zu punktieren), um mit Hilfe einer Spritze Flüssigkeiten einzubringen (zu injizieren) oder zu entnehmen (z. B. Blutentnahme). Kanülen können auch dazu dienen, einen Katheter einzubringen, der nach Zurückziehen der Kanüle im Körper verbleibt und über den dann die Flüssigkeitsentnahme oder -zufuhr erfolgt.
Das Ende der Kanüle, heute im Allgemeinen eine Metallhohlnadel, ist meist mit einem schrägen Schliff geschärft, um beim Eindringen in das Gewebe einen kleinen Schnitt zu setzen. Würde das Gewebe nicht zerschnitten, sondern wie bei einer einfachen Nadel nur verdrängt, wäre die Punktion schmerzhafter. Manche Produkte sind zusätzlich beschichtet, um eine möglichst schmerzarme Injektion zu ermöglichen. Durch Einstechen in Gewebe oder Material geht die Schärfe der Kanülenspitze zum Teil verloren, wodurch die Injektion schmerzhafter wird. Aus diesem Grund sollten Kanülen nach dem Entnehmen von Medikamenten aus so genannten Durchstichflaschen (zu durchstechender Gummiverschluss) vor der eigentlichen Injektion gewechselt werden. Zur Vermeidung von Nadelstichverletzungen und einer eventuell daraus resultierenden Erkrankung werden medizinisch genutzte Kanülen in so genannten Kanülenabwurfboxen entsorgt. Ein Zurückstecken in die Schutzhülle (Recapping) sollte aus Gründen des Infektionsschutzes wegen der dabei möglichen Stichverletzung grundsätzlich unterbleiben.

Stumpfe Kanüle, leicht abgeknickt

Wenn das Gewebe nicht verletzt werden soll, verwendet man stumpfe Kanülen, Pencil-Point-Kanülen oder so genannte Knopfkanülen, bei der die Spitze nicht scharf angeschliffen ist. Bei stumpfen Kanülen endet die Hohlnadel senkrecht angeschnitten und stumpf geschliffen, bei Knopfkanülen ist sie mit einem kleinen, wulstförmig verdickten Kopf versehen. Solche Kanülen werden benutzt, um Flüssigkeiten oder Gels (z. B. Spülflüssigkeiten, Medikamente) in bestehende Öffnungen (Körperhöhlen) einzubringen. Sie werden z. B. in der Zahnmedizin und bei der Behandlung von chronischen Wunden gebraucht, aber auch in der Zahntechnik, der Industrie und im Handwerk. Sie werden auch zum genauen Dosieren und Applizieren von flüssigem und dickflüssigem Material genutzt und in diesem Fall Applikationskanülen genannt.

## Maßeinheiten für Injektionskanülen

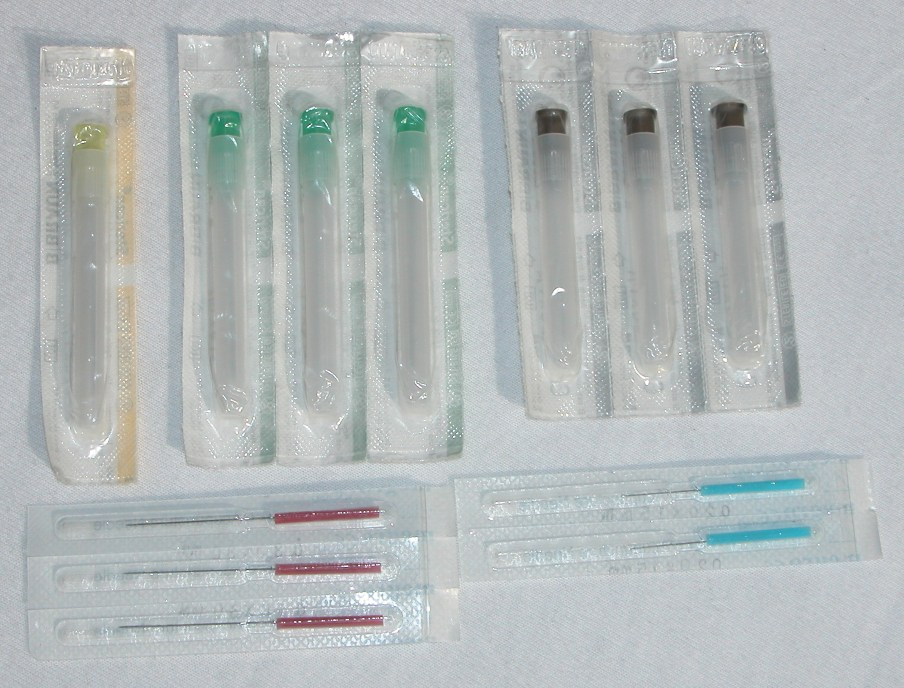
Verschiedene Kanülen und Akupunkturnadeln

Die Angabe der Kanülengröße kann auf mehrere Arten erfolgen, gebräuchlich sind Angaben in Millimeter (mm) (Außendurchmesser), Gauge, nach dem Pravaz-System (Gr.) oder in Charrière bzw. French (Charr., Ch., Fr.) (dem vereinfacht mit 3 statt Pi berechneten Umfang).
Besonders feine Kanülen werden für die subkutane Injektion von z. B. Insulin verwendet.

### Gauge (G)
Die Kodierung G (Aussprache: [geidʒ]) ist von der Birmingham Gauge abgeleitet. Je höher der Gauge-Wert, desto geringer ist der Außendurchmesser der Kanüle. Die entsprechenden Außendurchmesser der Kanülen in Millimeter und die Farbkodierung sind in EN ISO 6009 und EN ISO 9626 genormt.

### Pravaz-System (Gr.)
Benannt nach dem französischen Orthopäden Charles-Gabriel Pravaz (1791–1853), der eine Vorform (Pravaz-Spritze) der heute üblichen Injektionsspritze 1841 erfand. Die Kennzeichnung des Pravaz-Systems ist „Gr.“ (für Größe).

## Übersichts- und Vergleichs-Tabelle für die Farbcodierungen, Maße und Größen von Kanülen
| Größe in Gauge (G) | Farbe nach EN ISO 6009 | Außendurchmesser (mm) nach EN ISO 9626 | Charrière / French (Charr., Ch., Fr.) | gebräuchliche Längen (mm) | Pravaz-System (Gr.) | Länge nach Pravaz-System |
| ------------------ | ---------------------- | -------------------------------------- | ------------------------------------- | ------------------------- | ------------------- | ------------------------ |
| 10                 | braun- oliv            | 3,4                                    | 10,2                                  |                           |                     |                          |
| 11                 | gelb- grün             | 3,0                                    | 9                                     |                           |                     |                          |
| 12                 | weiß- blau             | 2,7                                    | 8,1                                   |                           |                     |                          |
| 13                 | purpur                 | 2,4                                    | 7,1                                   | 80                        |                     |                          |
| 14                 | weiß- grün             | 2,1                                    | 6,3                                   |                           |                     |                          |
| 15                 | blau- grau             | 1,8                                    | 5,4                                   |                           |                     |                          |
| 16                 | weiß                   | 1,6                                    | 4,8                                   |                           |                     |                          |
| 17                 | rot- violett           | 1,4                                    | 4,2                                   | 40                        |                     |                          |
| 18                 | rosa                   | 1,2                                    | 3,6                                   | 40 50 70                  |                     |                          |
| 19                 | creme elfenbein        | 1,07                                   | 3,3                                   |                           |                     |                          |
| 20                 | gelb                   | 0,9                                    | 2,7                                   | 38                        | 1                   | 38                       |
| 21                 | dunkel- grün           | 0,8                                    | 2,4                                   | 30 35 40 50 120           | 2                   | 35                       |
| 22                 | schwarz                | 0,7                                    | 2,1                                   | 16 30 32                  | 12                  | 32                       |
|                    | blau*                  | 0,65*                                  | 2,0                                   | 30                        | 14                  | 30                       |
|                    | *                      | 0,65*                                  | 2,0                                   | 26                        | 15                  | 26                       |
| 23                 | dunkel- blau           | 0,60                                   | 1,8                                   | 16 26 30                  | 16                  | 26                       |
| 24                 | mittel- purpur         | 0,55                                   | 1,65                                  | 26                        | 17                  | 26                       |
| 25                 | orange                 | 0,50                                   | 1,50                                  | 16 24 26                  | 18                  | 23                       |
| 26                 | braun                  | 0,45                                   | 1,35                                  | 10 12 16 23               | 20                  | 22                       |
| 27                 | mittel- grau           | 0,40                                   | 1,20                                  | 6, 8, 10, 12, 20 und 22   | 21                  | 20                       |
| 28                 | blau-grün              | 0,36                                   | 1,09                                  |                           | 22                  | 20                       |
| 29                 | rot                    | 0,33                                   | 1                                     |                           |                     |                          |
| 30                 | gelb                   | 0,30                                   | 0,9                                   |                           |                     |                          |
|                    | *                      | 0,28*                                  | 0,84                                  |                           |                     |                          |
|                    | *                      | 0,26*                                  | 0,78                                  |                           | 23                  | 20                       |
|                    | *                      | 0,25*                                  | 0,75                                  |                           |                     |                          |

* Die ISO-Normen ordnen den Größenangaben in Gauge den Außendurchmesser und die Farbe zu. Sobald also keine Maßzahl in Gauge angegeben ist, sind die entsprechenden Angaben in der Zeile nicht der ISO-Norm entnommen, sie sind nur der Übersicht halber enthalten.
| 7   | 0.180 ± 0.001     | 4.572 ± 0.025   | 0.150 ± 0.003     | 3.810 ± 0.076  | 0.015 ± 0.001     | 0.381 ± 0.025   | (undefined)    |  |  |  |
| 8   | 0.165 ± 0.001     | 4.191 ± 0.025   | 0.135 ± 0.003     | 3.429 ± 0.076  | 0.015 ± 0.001     | 0.381 ± 0.025   | (undefined)    |  |  |  |
| 9   | 0.148 ± 0.001     | 3.759 ± 0.025   | 0.118 ± 0.003     | 2.997 ± 0.076  | 0.015 ± 0.001     | 0.381 ± 0.025   | (undefined)    |  |  |  |
| 10  | 0.134 ± 0.001     | 3.404 ± 0.025   | 0.106 ± 0.003     | 2.692 ± 0.076  | 0.014 ± 0.001     | 0.356 ± 0.025   | olive braun    |  |  |  |
| 11  | 0.120 ± 0.001     | 3.048 ± 0.025   | 0.094 ± 0.003     | 2.388 ± 0.076  | 0.013 ± 0.001     | 0.330 ± 0.025   | grün gelb      |  |  |  |
| 12  | 0.109 ± 0.001     | 2.769 ± 0.025   | 0.085 ± 0.003     | 2.159 ± 0.076  | 0.012 ± 0.001     | 0.305 ± 0.025   | helles blau    |  |  |  |
| 13  | 0.095 ± 0.001     | 2.413 ± 0.025   | 0.071 ± 0.003     | 1.803 ± 0.076  | 0.012 ± 0.001     | 0.305 ± 0.025   | purple         |  |  |  |
| 14  | 0.083 ± 0.001     | 2.108 ± 0.025   | 0.063 ± 0.003     | 1.600 ± 0.076  | 0.010 ± 0.001     | 0.254 ± 0.025   | helles grün    |  |  |  |
| 15  | 0.0720 ± 0.0005   | 1.829 ± 0.013   | 0.0540 ± 0.0015   | 1.372 ± 0.038  | 0.0090 ± 0.0005   | 0.229 ± 0.013   | helles blau    |  |  |  |
| 16  | 0.0650 ± 0.0005   | 1.651 ± 0.013   | 0.0470 ± 0.0015   | 1.194 ± 0.038  | 0.0090 ± 0.0005   | 0.229 ± 0.013   | weiß           |  |  |  |
| 17  | 0.0580 ± 0.0005   | 1.473 ± 0.013   | 0.0420 ± 0.0015   | 1.067 ± 0.038  | 0.0080 ± 0.0005   | 0.203 ± 0.013   | rot violet     |  |  |  |
| 18  | 0.0500 ± 0.0005   | 1.270 ± 0.013   | 0.0330 ± 0.0015   | 0.838 ± 0.038  | 0.0085 ± 0.0005   | 0.216 ± 0.013   | pink           |  |  |  |
| 19  | 0.0420 ± 0.0005   | 1.067 ± 0.013   | 0.0270 ± 0.0015   | 0.686 ± 0.038  | 0.0075 ± 0.0005   | 0.191 ± 0.013   | creme farben   |  |  |  |
| 20  | 0.03575 ± 0.00025 | 0.9081 ± 0.0064 | 0.02375 ± 0.00075 | 0.603 ± 0.019  | 0.00600 ± 0.00025 | 0.1524 ± 0.0064 | gelb           |  |  |  |
| 21  | 0.03225 ± 0.00025 | 0.8192 ± 0.0064 | 0.02025 ± 0.00075 | 0.514 ± 0.019  | 0.00600 ± 0.00025 | 0.1524 ± 0.0064 | dunkel grün    |  |  |  |
| 22  | 0.02825 ± 0.00025 | 0.7176 ± 0.0064 | 0.01625 ± 0.00075 | 0.413 ± 0.019  | 0.00600 ± 0.00025 | 0.1524 ± 0.0064 | schwarz        |  |  |  |
| 22s | 0.02825 ± 0.00025 | 0.7176 ± 0.0064 | 0.00600 ± 0.00075 | 0.152 ± 0.019  | 0.01110 ± 0.00025 | 0.2826 ± 0.0064 | (undefined)    |  |  |  |
| 23  | 0.02525 ± 0.00025 | 0.6414 ± 0.0064 | 0.01325 ± 0.00075 | 0.337 ± 0.019  | 0.00600 ± 0.00025 | 0.1524 ± 0.0064 | tief blau      |  |  |  |
| 24  | 0.02225 ± 0.00025 | 0.5652 ± 0.0064 | 0.01225 ± 0.00075 | 0.311 ± 0.019  | 0.00500 ± 0.00025 | 0.1270 ± 0.0064 | purple         |  |  |  |
| 25  | 0.02025 ± 0.00025 | 0.5144 ± 0.0064 | 0.01025 ± 0.00075 | 0.260 ± 0.019  | 0.00500 ± 0.00025 | 0.1270 ± 0.0064 | orange         |  |  |  |
| 26  | 0.01825 ± 0.00025 | 0.4636 ± 0.0064 | 0.01025 ± 0.00075 | 0.260 ± 0.019  | 0.00400 ± 0.00025 | 0.1016 ± 0.0064 | braun          |  |  |  |
| 26s | 0.01865 ± 0.00025 | 0.4737 ± 0.0064 | 0.00500 ± 0.00075 | 0.127 ± 0.019  | 0.00680 ± 0.00025 | 0.1734 ± 0.0064 | (undefined)    |  |  |  |
| 27  | 0.01625 ± 0.00025 | 0.4128 ± 0.0064 | 0.00825 ± 0.00075 | 0.210 ± 0.019  | 0.00400 ± 0.00025 | 0.1016 ± 0.0064 | mittleres grau |  |  |  |
| 28  | 0.01425 ± 0.00025 | 0.3620 ± 0.0064 | 0.00725 ± 0.00075 | 0.184 ± 0.019  | 0.00350 ± 0.00025 | 0.0889 ± 0.0064 | türkis         |  |  |  |
| 29  | 0.01325 ± 0.00025 | 0.3366 ± 0.0064 | 0.00725 ± 0.00075 | 0.184 ± 0.019  | 0.00300 ± 0.00025 | 0.0762 ± 0.0064 | rot            |  |  |  |
| 30  | 0.01225 ± 0.00025 | 0.3112 ± 0.0064 | 0.00625 ± 0.00075 | 0.159 ± 0.019  | 0.00300 ± 0.00025 | 0.0762 ± 0.0064 | gelb           |  |  |  |
| 31  | 0.01025 ± 0.00025 | 0.2604 ± 0.0064 | 0.00525 ± 0.00075 | 0.133 ± 0.019  | 0.00250 ± 0.00025 | 0.0635 ± 0.0064 | weiß           |  |  |  |
| 32  | 0.00925 ± 0.00025 | 0.2350 ± 0.0064 | 0.00425 ± 0.00075 | 0.108 ± 0.019  | 0.00250 ± 0.00025 | 0.0635 ± 0.0064 | tief grün      |  |  |  |
| 33  | 0.00825 ± 0.00025 | 0.2096 ± 0.0064 | 0.00425 ± 0.00075 | 0.108 ± 0.019  | 0.00200 ± 0.00025 | 0.0508 ± 0.0064 | schwarz        |  |  |  |
| 34  | 0.00725 ± 0.00025 | 0.1842 ± 0.0064 | 0.00325 ± 0.00075 | 0.0826 ± 0.019 | 0.00200 ± 0.00025 | 0.0508 ± 0.0064 | orange         |  |  |  |
|     |                   |                 |                   |                |                   |                 |                |  |  |  |

## Verwendung in chemischen Laboratorien
Auch in chemischen Laboratorien werden Kanülen benutzt, um Flüssigkeiten mit Hilfe von Spritzen aus Gefäßen zu entnehmen bzw. sie einzufüllen. Dazu wird oft ein Septum (Durchstichmembran) durchstochen.
Eine besondere Form der Kanüle ist die so genannte Transferkanüle. Dabei handelt es sich um eine an beiden Seiten schräg geschnittene Stahlkapillare, die dazu verwendet wird, größere Mengen Flüssigkeit unter Luftausschluss von einem Kolben in einen anderen zu transferieren. Dazu werden beide Kolben mit einem Septum verschlossen. Die Kolben werden mit der Transferkanüle verbunden, sodass diese in die zu transferierende Flüssigkeit eintaucht. An dem Kolben mit der Flüssigkeit muss, zum Beispiel durch einen mit Inertgas gefüllten Ballon, ein Überdruck aufgebaut werden. Damit die Flüssigkeit nun in den anderen Kolben gelangen kann, muss sich dort der Druck abbauen können. Dazu wird einfach eine Kanüle durch das Septum gestochen. Bei dieser Art des Arbeitens unter Luftausschluss werden oft auch Schlenk-Kolben verwendet.

## Moderne Herstellung von Kanülen
Im Jahr 1853 entwickelte der Schotte Alexander Wood eine Spritze mit kleiner Hohlnadel aus Metall zur intravenösen Injektion. Zur Produktion der Hohlnadeln wird heute Stahlblech um einen Metalldorn gewickelt und verschweißt. Das entstandene Stahlrohr wird dann mehrfach hintereinander in die Länge gezogen, wobei Durchmesser und Wandstärke stetig abnehmen bis schließlich die gewünschten Werte erreicht sind. Dann wird das entstandene feine Stahlrohr in einzelne Kanülen zerschnitten. Nun erfolgt das Anspitzen. Anschließend werden die Spitzen sorgfältig entgratet, abgeschrägt (gechamfert) und sterilisiert.

## Schliff der Kanülenspitze
- Lanzettenschliff
- Facettenschliff
- Einfachschliff
- V-Bevel-Schliff
- Pencil Point
- Huberspitze
- Quinckeschliff (für Quincke-Babcock-Nadel)
- Hinterschliff (Seldingertechnik)
- Menghini-Schliff